# Чиринда (озеро, бассейн Котуя)
Чиринда — озеро ледникового происхождения в Эвенкийском районе Красноярского края России, к востоку от озера Томпоко. Относится к бассейну реки Котуй. На южном берегу озера находится одноимённый посёлок.
Название озера происходит от слова чирипчу — «невкусная».
Площадь озера — 22 км², площадь водосборного бассейна — 305 км³. Глубина — 3 м.
Располагается в северной части Эвенкийского района, на высоте 307 м над уровнем моря.
Код объекта в государственном водном реестре — 17040200111117600000509.